# Cigarettes et Bas nylon

Cigarettes et bas nylon est un téléfilm français réalisé par Fabrice Cazeneuve, diffusé le 12 mars 2011 sur France 3.

## Synopsis
Fin 1944, en Normandie, Jeannette, Marie-Thérèse et Mireille, trois jeunes Françaises mariées à des soldats américains, arrivent dans un "camp cigarettes". Là, elles se voient offrir cigarettes et bas nylon avant de recevoir une formation pour devenir de bonnes épouses américaines. Dans ce cantonnement qui porte le nom d'un manufacturier de tabac américain, ces dernières se lient d'amitié.

## Fiche technique
- Réalisateur : Fabrice Cazeneuve
- Scénaristes : Fabrice Cazeneuve et Jean-Claude Grumberg
- Musique : Michel Portal
- Photo : Pierre Milon
- Montage : Jean-Pierre Bloc, Pierre Bloc
- Décors : Denis Renault
- Direction artistique : Monroe Kelly
- Costumes : Linda Gardar, Florence Sadaune
- Société de production : Maha Productions
- Sociétés de distribution : Arte et France 2
- Genre : Drame
- Date de diffusion : 12 mars 2011 sur France 3
- Durée : 97 minutes.

## Distribution
- Adélaïde Leroux : Jeannette Petit-Hunkeyn
- Salomé Stévenin : Marie-Thérèse
- Mélodie Richard : Mireille Dupalais
- Yeelem Jappain : Suzanne
- Nina Meurisse : Yvonne
- Anna Mihalcea : Ginou
- Mathilde Cazeneuve : Françoise
- Adeline d'Hermy : Madeleine
- Jean-Baptiste Fonck : Philippe, le fils de Marie-Thérèse
- Gilles Treton : le père de Jeannette
- Maryline Even : la mère de Jeannette
- Brigitte Sy : la présidente des vétéranes
- Kate Moran : une Américaine du camp
- Laura D'Arista : une Américaine du camp
- Lee de Long : une Américaine du camp
- Agnès Sourdillon : la nurse
- Andrew Shemin : William "Bill" Hunkeyn
- Thomas Blanchard : le facteur
- Thomas Di Genova : le paysan au bord de la rivière
- Sofia Teillet : la fille "pipi"
- Patrick Paroux : le maire
- James Yeargain : le mari de Marie-Thérèse
- Corinne Darmon : la mère de Marie-Thérèse
- Dominic Gould : l'officier du bureau militaire
- François Loriquet : le traducteur du bureau militaire
- Pierre Megemont : le vieux monsieur du bureau militaire
- Pierre-Alexis Hollenbeck : le copain de Martin
- Amélie Denarié : Geneviève
- Romain Coindet : le mari de Suzanne
- Julian Blight : l'officier américain
- Billy Slaughter : le GI Weiss
- Sol Gothard : le père Weiss
- Geraldine Singer : la belle-mère Weiss
- Michael A. Santos : le jongleur
- Morrey McElroy : Daisy Hunkey
- Louis Herthum : David Hunkey
- Jessie Terrebone : Marylin Hunkey

## Tournage
Le film a été tourné :
- Dans le Val-d'Oise (Theuville, Beaumont-sur-Oise (cinéma « Le Palace »), Cormeilles-en-Parisis, fort de Cormeilles, Villers-en-Arthies, Magny-en-Vexin)
- En Seine-Maritime (Le Havre)
- Aux USA, en Louisiane

## Récompenses
- Prix jeune espoir féminin pour Adélaïde Leroux, Salomé Stévenin et Mélodie Richard au Festival de la fiction TV de La Rochelle 2010[1].

## Accueil critique
Olivier Milot pour Télérama parle d'un film « entre humour et émotion, mais sans jamais tomber dans le pathos », « également porté par l'interprétation lumineuse d'Adélaïde Leroux ».